# Le Pont-de-Planches
Le Pont-de-Planches ist eine Commune déléguée in der französischen Gemeinde La Romaine mit 246 Einwohnern (Stand: 1. Januar 2022) im Département Haute-Saône in der Region Bourgogne-Franche-Comté. 

## Geographie
Le Pont-de-Planches liegt auf einer Höhe von 218 m über dem Meeresspiegel, fünf Kilometer ostsüdöstlich von Fresne-Saint-Mamès und etwa 34 Kilometer nordnordwestlich der Stadt Besançon (Luftlinie). Das Dorf erstreckt sich im Westen des Départements im Saônebecken, in der Talniederung der Romaine.
Die fruchtbaren Alluvialböden werden überwiegend landwirtschaftlich genutzt. Flankiert wird die Niederung auf beiden Seiten von plateauartigen Anhöhen, die aus tertiären Ablagerungen bestehen. Südlich der Romaine dehnen sich die Wälder Bois de Talmay und Bois de l’Abbaye aus. Im Norden erstreckt sich das Gemeindeareal bis in den Bois du Bouillon. Mit 263 m wird hier die höchste Erhebung des Gebietes erreicht. 
Nachbarorte von Le Pont-de-Planches sind Noidans-le-Ferroux im Norden, Neuvelle-lès-la-Charité im Osten, Fretigney-et-Velloreille im Süden sowie Vezet im Westen.

## Geschichte
Überreste eines gallorömischen Siedlungsplatzes weisen auf eine frühe Besiedlung des Gebietes hin. Im Mittelalter gehörte Le Pont-de-Planches zur Freigrafschaft Burgund und darin zum Gebiet des Bailliage d’Amont. Das Gebiet wurde im 12. Jahrhundert von Mönchen des Klosters La Charité gerodet und urbar gemacht. Diese errichteten 1310 an der Romaine einen Hochofen, der zu den ersten auf dem Gebiet der Haute-Saône zählte und bis ins 19. Jahrhundert in Betrieb war. Die lokale Herrschaft hatten die Herren von Oiselay inne, die den Dorfbewohnern 1436 Freiheitsrechte einräumten. Im Jahr 1569 wurde Le Pont-de-Planches von Truppen des Herzogs von Zweibrücken gebrandschatzt und zerstört. Zusammen mit der Franche-Comté gelangte das Dorf mit dem Frieden von Nimwegen 1678 definitiv an Frankreich.
Mit Wirkung vom 15. Dezember 2015 wurden die früheren Gemeinden Greucourt, Le Pont-de-Planches und Vezet zur Commune nouvelle La Romaine fusioniert. Die Gemeinde Le Pont-de-Planches gehörte zum Arrondissement Vesoul.

## Bevölkerung
| Bevölkerungsentwicklung | Bevölkerungsentwicklung |
| Jahr                    | Einwohner               |
| ----------------------- | ----------------------- |
| 1962                    | 185                     |
| 1968                    | 153                     |
| 1975                    | 135                     |
| 1982                    | 145                     |
| 1990                    | 132                     |
| 1999                    | 169                     |
| 2011                    | 209                     |

Nachdem die Einwohnerzahl in der ersten Hälfte des 20. Jahrhunderts abgenommen hatte (1886 wurden noch 536 Personen gezählt), wurde seit Beginn der 1990er Jahre wieder ein kontinuierliches Bevölkerungswachstum verzeichnet.

## Sehenswürdigkeiten
Die Kirche von Le Pont-de-Planches wurde Ende des 19. Jahrhunderts erbaut. Von der ehemaligen Gießerei La Romaine sind mehrere Industriebauten erhalten. Im Dorf befinden sich zwei Lavoirs (ehemalige Waschhäuser und Viehtränken) sowie ein Rundbrunnen (1861) mit hoher Säule.

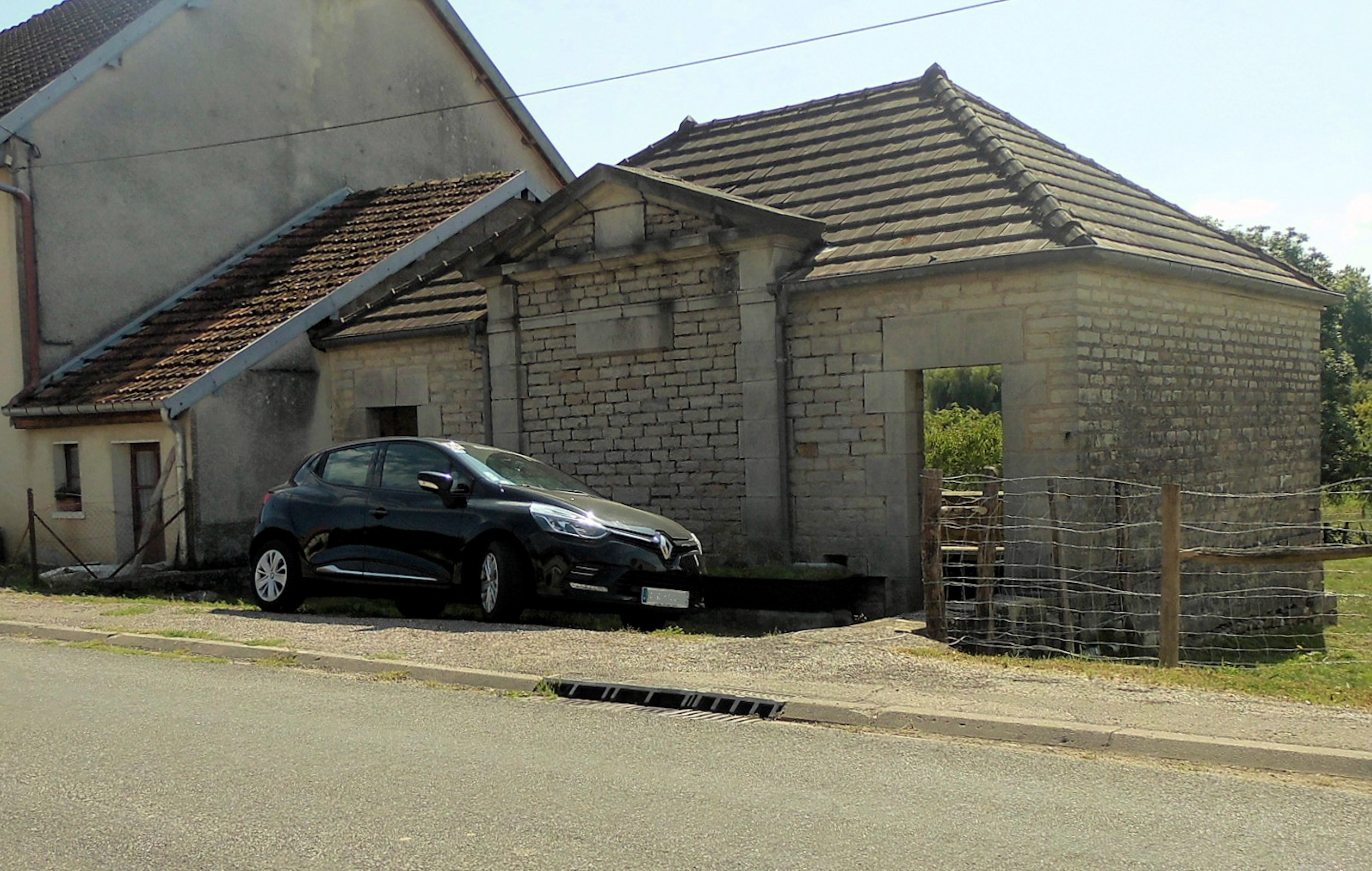
Lavoir an der Rue de Vezet
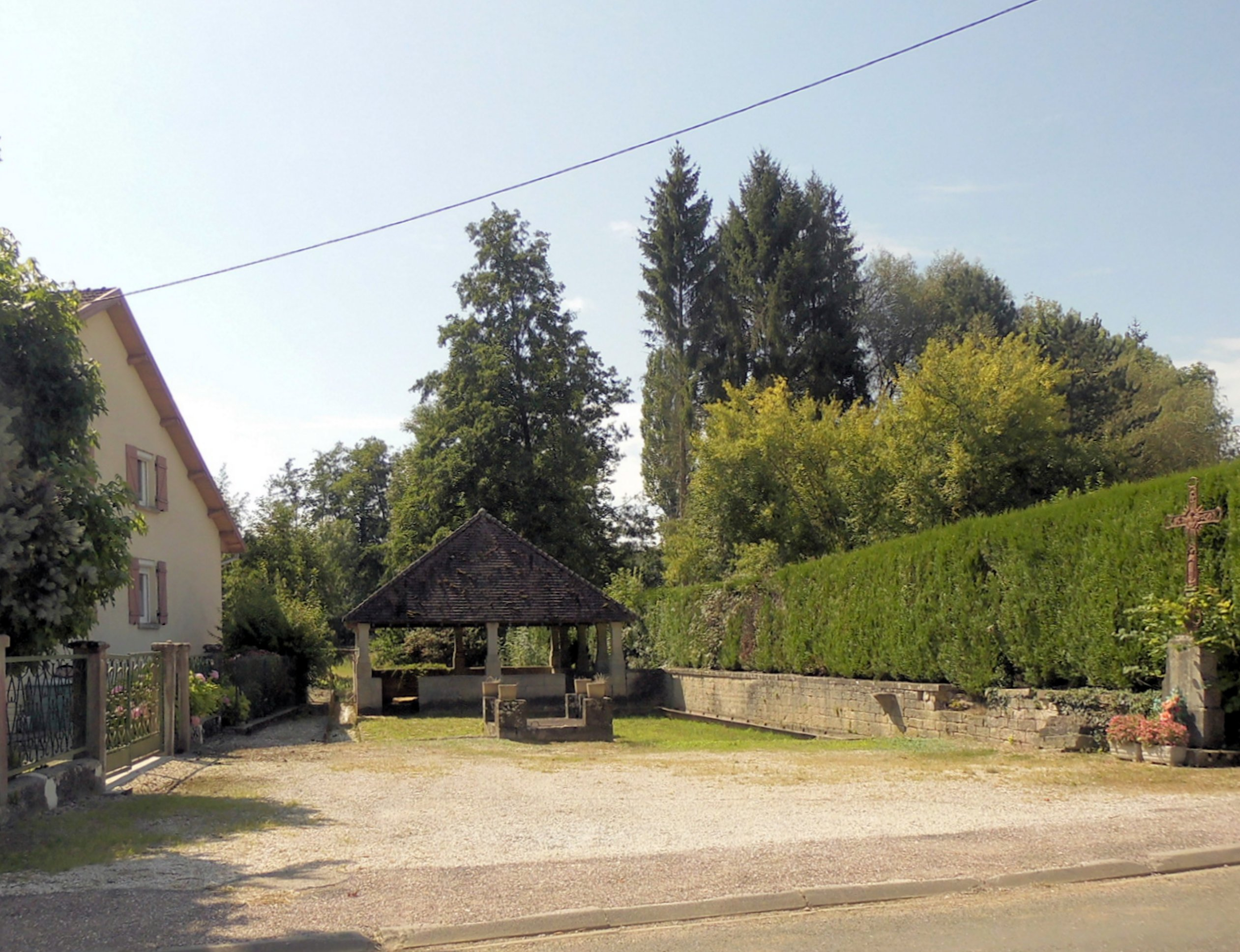
Lavoir an der Rue des 3 fontaines

## Wirtschaft und Infrastruktur
Das wirtschaftliche Leben von Le Pont-de-Planches war neben der Landwirtschaft stets durch die Gießerei geprägt. Heute gibt es einige Betriebe des lokalen Kleingewerbes. In den letzten Jahrzehnten hat sich das Dorf zu einer Wohngemeinde gewandelt. Viele Erwerbstätige sind deshalb Wegpendler, die in den größeren Ortschaften der Umgebung ihrer Arbeit nachgehen.
Die Ortschaft liegt abseits der größeren Durchgangsachsen an einer Departementsstraße, die von Fresne-Saint-Mamès nach Fretigney-et-Velloreille führt. Weitere Straßenverbindungen bestehen mit Soing-Cubry-Charentenay, Noidans-le-Ferroux und Neuvelle-lès-la-Charité.